# Póguibi
Póguibi (en rus: Погиби) és un poble de l'óblast de Sakhalín, a Rússia.